# Атанасий Пиперас
Атанасий (на гръцки: Αθανάσιος, Атанасиос) е гръцки духовник, митрополит на Цариградската патриаршия.

## Биография
Роден е с фамилията Пиперас (Πιπέρας) в Като Панагия, на два километра от Чешме, Мала Азия. Учи в Халкинската семинария и в Киевската духовна академия. Директор е на Богословското училище на кръста в Йерусалим. Назначен е от патриарх Константин V Константинополски за директор на официалното списание на Патриаршията „Еклисиастики Алития“ (март 1901 – 1902) и главен писар на Светия Синод (1906 – 1909).
На 17 май 1909 година в патриаршеската катедрала „Свети Георги“ в Цариград е ръкоположен за серски митрополит. Ръкополагането е извършено от патриарх Йоаким III Константинополски в съслужение с митрополитите Филотей Никомидийски, Константин Писидийски, Филарет Димотишки, Софроний Анкарски, Константин Хиоски, Неофит Варненски, Доротей Созоагатополски, Поликарп Еласонски, Софроний Мраморноостровен, Тарасий Илиуполски и Антим Лозенградски. Умира на 16 август 1909 година след кратко боледуване.